# Grigore al IV-lea de Neapole
Grigore al IV-lea (d. 915) a fost duce de Neapole de la 898 la 915.
Grigore a fost fiul cel mai mare al ducelui Sergiu al II-lea de Neapole și succesor al unchiului său, ducele și episcopul Athanasie. Ca urmare, în 898 a fost ales dux sau magister militum de către aristocrații napolitani în unanimitate. Celălalt unchi al său, Ștefan i-a succedat lui Athanasie ca episcop de Napoli. În conformitate cu Chronicon ducum et principum Beneventi, Salerni, et Capuae et ducum Neapolis, Grigore a domnit vreme de 16 ani și 8 luni.
Sudul Italiei se afla în acea perioadă sub constantele atacuri ale sarazinilor. În jurul anului 900, Grigore a distrus în mod preventiv castrum Lucullanum, o fortăreață napolitană din afara cetății, tocmai pentru a preveni preluarea acestei baze de către musulmani. Pe de altă parte, el a fortificat zidurile orașului și l-a aprovizionat cu suficiente muniții pentru eventualitatea unui asediu. Potrivit cronicarului de mai târziu, Leon de Ostia, Grigore a încheiat un pact cu principele longobard de Benevento și de Capua, Atenulf I, și cu locuitorii din Republica Amalfi, creând o forță comună care i-a atacat și i-a înfrânt pe sarazini. La 2 iulie 911, el a semnat un alt pactum cu fiii lui Atenulf, co-principii Atenulf al II-lea și Landulf I, prin care se realiza împărțirea disputatului teritoriu al regiunii "Liburia".
În același an, Grigore a participat la atacurile aliate împotriva fortăreței sarazine de la Garigliano. În 915, el s-a alăturat marii armate a principilor din sudul Italiei și a bizantinilor conduși de strategos-ul Nicolae Picingli, primind de la acesta din urmă titlul de patrikios. Armata s-a unit cu forțele din Italia centrală conduse de ducele Alberic I de Spoleto și de papa Ioan al X-lea. Împreună, ele au condus un nou asalt asupra fortăreței de la Garigliano. În bătălia de acolo, a fost urmat sfatul lui Gregory de a ataca direct liniile sarazinilor. Confruntarea s-a încheiat cu un succes și musulmanii s-au retras în pădure, unde au fost capturați și masacrați.
Grigore nu a apucat să mai trăiască mult pentru a beneficia de roadele victoriei, el murind la sfârșitul anului 915, fiind succedat de primul său născut, Ioan al II-lea, care de asemenea participase la confruntarea de la Garigliano.
În 907, Grigore a făcut o donație bisericii urbane a Sfinților Severinus și Sossus din Napoli, pe care se pare că strămoșii săi o întemeiaseră.